# Diego de Acebo
Diego de Acebo, död 1207, var biskop av Osma från år 1201 till 1207.
Åtföljd av sin kanik, den blivande Dominicus, reste han år 1203 eller 1204 till Danmark för att finna en brud till kronprins Ferdinand, son till Alfonso VIII av Kastilien. De gjorde en andra resa 1204 eller 1205 för att hämta flickan, men fann att hon dött under tiden. På återvägen via Rom bad Diego utan framgång påven Innocentius III om att bli utsänd att missionera bland nordiska hedningar. Diego och Dominicus började istället att omvända katarer. Diego spelade en central roll vid grundadet av det första dominikanklostret Prouille och deltog i de tidiga debatterna mellan katarer och katoliker. Men han beordrades strax därefter av påven att återvända till sitt stift, där han dog den 30 december 1207.